# Гразеггер, Кете
Ке́те Гра́зеггер, в замужестве Дойшль (нем. Käthe Grasegger-Deuschl; 19 июня 1917, Партенкирхен — 28 августа 2001, там же) — немецкая горнолыжница, выступавшая в слаломе и скоростном спуске. Представляла сборную Германии по горнолыжному спорту в 1934—1939 годах, серебряная призёрка зимних Олимпийских игр в Гармиш-Партенкирхене, обладательница серебряной и шести бронзовых медалей чемпионатов мира, победительница и призёрка многих соревнований международного значения.

## Биография
Кете Гразеггер родилась 19 июня 1917 года в коммуне Партенкирхен, Бавария.
Принимала участие в мировом первенстве 1934 года в Санкт-Морице, но попасть здесь в число призёров не смогла, в слаломе пришла к финишу пятой.
Первого серьёзного успеха на взрослом международном уровне добилась в 1935 году, когда вошла в основной состав немецкой национальной сборной и побывала на чемпионате мира в Мюррере, откуда привезла две награды бронзового достоинства, выигранные в слаломе и комбинации.
Благодаря череде удачных выступлений удостоилась права защищать честь страны на домашних зимних Олимпийских играх в Гармиш-Партенкирхене. В слаломе по сумме двух попыток показала второй результат, тогда как в скоростном спуске финишировала третьей — таким образом расположилась в итоговом протоколе женской комбинации на второй строке, уступив только титулованной соотечественнице Кристль Кранц, и завоевала тем самым серебряную олимпийскую медаль.
После Олимпиады Гразеггер осталась в главной горнолыжной команде Германии и продолжила принимать участие в крупнейших международных соревнованиях. Так, в 1937 году она выступила на мировом первенстве в Шамони, где трижды поднималась на пьедестал почёта в трёх разных женских дисциплинах: получила серебро в слаломе, а также бронзу в скоростном спуске и комбинации.
В 1938 году отправилась представлять страну на чемпионате мира в Энгельберге — здесь стала бронзовой призёркой в скоростном спуске и комбинации, тогда как в программе слалома показала пятый результат.
Завершила спортивную карьеру в 1939 году. Гразеггер в общей сложности шесть раз поднималась на подиум гонок серии SDS в швейцарском Гриндельвальде, имеет в послужном списке множество медалей национальных первенств, хотя стать чемпионкой Германии ей так и не довелось — на всех соревнованиях её обходила более успешная Кристль Кранц.
Во время Второй мировой войны в 1941 году Кете Гразеггер также выступила на чемпионате мира в Кортина-д’Ампеццо и выиграла серебряную медаль в скоростном спуске, хотя впоследствии Международная федерация лыжного спорта отменила результаты этих соревнований, поскольку здесь участвовали только представители стран «оси».
Умерла 28 августа 2001 года в Гармиш-Партенкирхене в возрасте 84 лет.